# Museo ebraico di Salonicco
Il Museo ebraico di Salonicco (in greco Εβραϊκό Μουσείο Θεσσαλονίκης?, in giudeo-spagnolo o ladino Museo djidio de Salonik) è un museo a Salonicco, nella Macedonia Centrale in Grecia, che presenta la storia degli ebrei sefarditi e della vita ebraica a Salonicco.
È conosciuto anche come Museo della presenza ebraica a Salonicco o Museo di storia ebraica (in greco Κέντρο Ιστορικής Διαδρομής Εβραϊσμού Θεσσαλονίκης, Μουσείο Εβραϊκής Παρουσίας στη Θεσσαλονίκη?).
Il museo è gestito dalla comunità ebraica di Salonicco ed è membro dell'Associazione dei musei ebraici europei (AEJM).
Più di 4000 persone hanno visitato il museo da settembre 2009 a giugno 2010, principalmente ebrei da tutto il mondo, ma anche ricercatori che volevano accedere agli archivi e alla biblioteca dei musei.

## Storia
Il museo si trova in Agiou Mina 11. Il museo è stato aperto il 13 maggio 2001 da Evangelos Venizelos, allora ministro della cultura e Andreas Sefiha, presidente della comunità ebraica di Salonicco. Fu Sefiha che ebbe l'idea di istituire il museo e iniziò a lavorare su di esso nel 1994. La collezione del museo era basata su documenti, oggetti rituali e collezioni fotografiche, nonché sulla biblioteca che un tempo era ospitata in Vasileos Herakleiou 26, ed era conosciuta come Centro del corso di storia ebraica a Salonicco o Centro per gli studi ebraici di Salonicco o Centro di storia ebraica di Salonicco.
Nel 2019 il museo ha aperto una nuova ala che ha aggiunto quattro spazi aggiuntivi. Ciò includeva l'aggiunta di un negozio museale e informazioni sull'architettura ebraica e sulla storia ebraica durante gli anni tra le due guerre. L'allora presidente della Grecia, Prokopīs Paulopoulos, partecipò all'inaugurazione della nuova ala.

## Edificio
L'edificio fu costruito nel 1904 dall'architetto italiano Vitaliano Poselli. Ospitò la Banca di Atene dal 1906 al 1925, poi L'Independent, un giornale ebraico stampato dal 1909 al 1941. Il restauro dell'edificio è durato dal 1998 al 2003 ed è stato finanziato dall'Organizzazione per la capitale europea della cultura di Salonicco 1997. Con l'espansione del museo nel 2019, due edifici - la residenza e la nuova ala - sono stati collegati da archi sulla loro facciata per collegarsi come un unico portico.

## Collezioni
Al piano terra si trovano lapidi monumentali e iscrizioni che un tempo erano state trovate nella grande necropoli ebraica che si trovava ad est delle mura della città. Ad accompagnare queste lapidi vi sono una serie di fotografie che mostrano il cimitero e i visitatori come era nel 1914.
Al centro del primo piano c'è una storia narrativa della presenza ebraica a Salonicco dal III secolo a.C. fino alla seconda guerra mondiale. Una mostra separata si concentra sulla Shoah, in quanto ha interessato la comunità ebraica di Salonicco. La maggior parte della comunità ebraica - circa 49.000 persone - fu sistematicamente deportata ad Auschwitz e Bergen-Belsen dove ne morì la maggior parte.
All'interno della struttura opera un centro di ricerca e documentazione, che ha lo scopo di documentare e digitalizzare i documenti d'archivio della collezione del museo, nonché materiale d'archivio proveniente da altre fonti, creando così un database accessibile ai visitatori.
Il museo offre programmi educativi speciali per le scuole.
Questa galleria mostra parte della collezione in quanto questa è stata esposta prima della fondazione del museo nel 2001. 

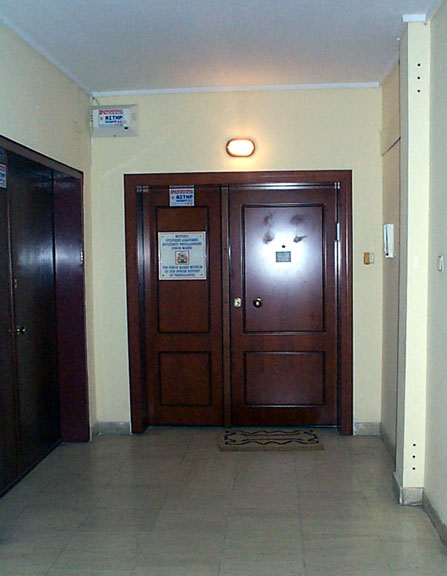
Vista dall'esterno [prima del 2001]
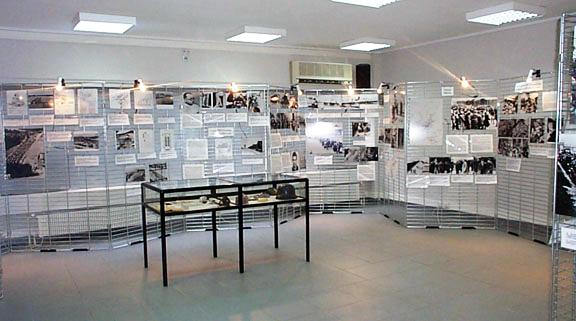
Mostra di fotografie relative all'Olocausto [prima del 2001]
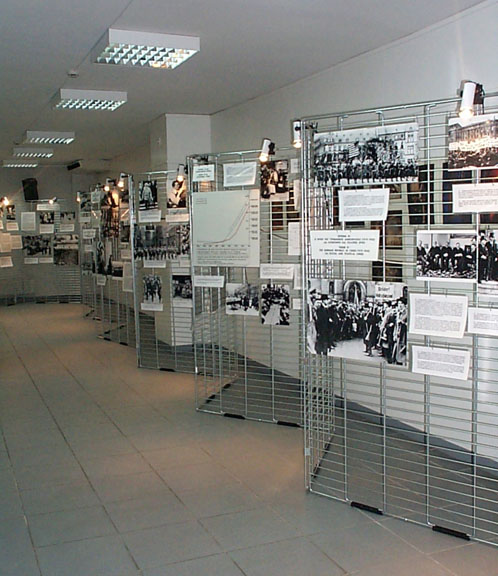
Lo stesso [prima del 2001]
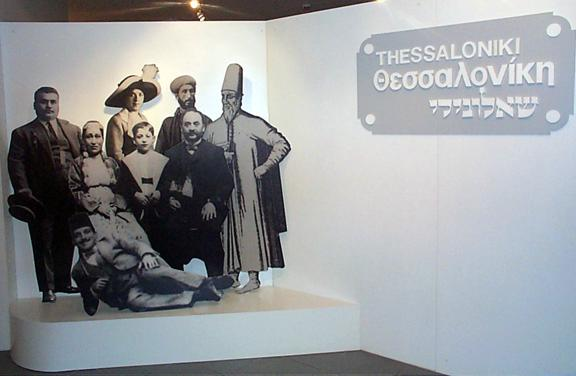
La mostra permanente intitolata Salonicco: The Metropolis of Sephardic Jewry [prima del 2001]
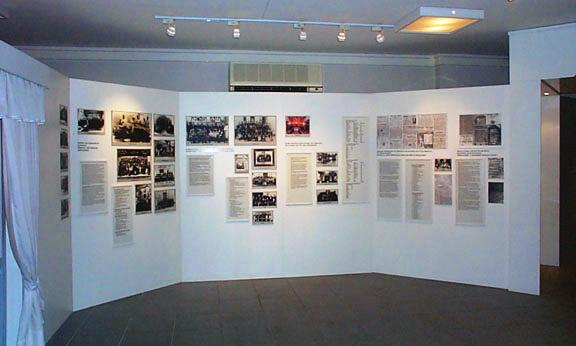
Lo stesso [prima del 2001]